# The Baron of Arizona
The Baron of Arizona är en amerikansk westernfilm från 1950 regisserad av Samuel Fuller och med foto av James Wong Howe. Filmen är producerad av Deputy Corporation och distribuerades av Lippert Pictures. Den visades ej på bio i Sverige.

## Handling
Filmen handlar om James Addison Reavis (1843-1914) som var en amerikansk bedragare.

## Rollista
| Vincent Price      | – James Addison Reavis    |
| Ellen Drew         | – Sofia de Peralta-Reavis |
| Vladimir Sokoloff  | – Pepito Alvarez          |
| Beulah Bondi       | – Loma Morales            |
| Reed Hadley        | – John Griff              |
| Robert Barrat      | – Judge Adams             |
| Robin Short        | – Tom Lansing             |
| Tina Pine          | – Rita                    |
| Karen Kester       | – Sofia as a Child        |
| Margia Dean        | – Marquesa de Santella    |
| Jonathan Hale      | – Governor                |
| Edward Keane       | – Surveyor General Miller |
| Barbara Woodell    | – Mrs. Carrie Lansing     |
| I. Stanford Jolley | – Mr. Richardson          |
| Fred Kohler Jr.    | – Demmings                |